# Katholische Pfarrkirche Neufeld an der Leitha

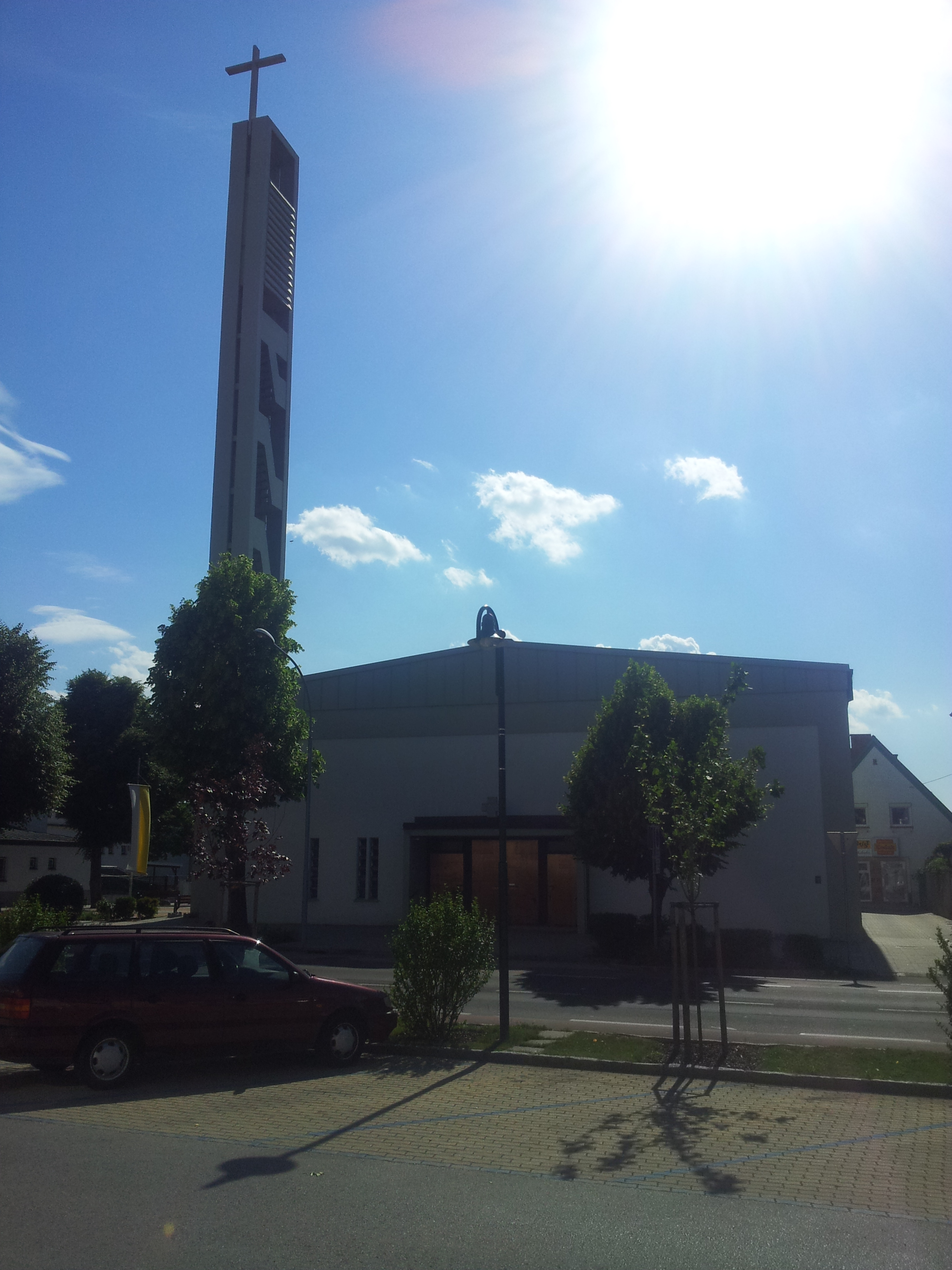
Kath. Pfarrkirche hl. Michael in Neufeld an der Leitha

Die römisch-katholische Pfarrkirche Neufeld an der Leitha steht in der Gemeinde Neufeld an der Leitha (ungarisch: „Lajtaújfalu“, kroatisch: „Novo Selo“) im Bezirk Eisenstadt-Umgebung im Burgenland. Sie ist dem Erzengel Michael geweiht und gehört zum Dekanat Eisenstadt-Rust.

## Geschichte
Die Geschichte Pfarre Neufeld an der Leitha reicht bis ins 17. Jahrhundert zurück. 1667 wurde unter Einbezug des bereits bestehenden jüdischen Tempels eine katholische Kirche errichtet. Diese wurde dem heiligen Erzengel Gabriel geweiht. Die karge Einrichtung bestand aus einem hölzernen Altar mit Tabernakel, einem Taufbrunnen sowie einem Chor. Im aus Stein gemauerten Turm hingen zwei Glocken. Die Pfarre Hornstein übernahm die Seelsorge für die in einem Visitationsbericht von 1674 als Filialkirche bezeichnete Kirche in Neufeld.
Jedoch einigten sich die Gemeindevertretung und der Pfarrer von Hornstein bereits 1679 nach langwierigen Verhandlungen darauf, einen eigenen Vikar einzusetzen, der auch die Matriken zu führen hatte. Am 28. August 1715 wurde Matthias Kauschitz, der damalige Vikar, zum Pfarrer von Neufeld an der Leitha erhoben. Seit damals ist die Pfarre Neufeld eine eigenständige Pfarre.
Am 7. April 1757 wütete in Neufeld ein Großfeuer, dem Kirche und Pfarrhof zum Opfer fielen. Der Pfarrhof wurde aber auf Kosten des Patronatsherrn Esterhazy sofort wieder instand gesetzt. Ab 1760 wurde mit dem Bau der neuen Kirche begonnen. Von der alten blieb nur eine Mauer erhalten. Beim Abtragen des alten Bauwerkes wurden ein hebräischer Schriftzug der alten Synagoge sowie die Jahreszahl „1672“ entdeckt.
1940 übernahmen die Oblaten des hl. Franz von Sales die Pfarre, gaben sie jedoch bereits 1950 wieder ab. Mit dem Wachstum der Bevölkerung wurde eine Vergrößerung der Kirche notwendig.
An der Stelle der alten Kirche wurde von 1966 bis 1967 ein moderner Kirchenbau mit den Architekten Rudolf Katterschafka und Herbert Witte errichtet.

## Ausstattung
Unter der Empore befindet sich eine polychrome Kreuzigungsgruppe aus Holz aus der ersten Hälfte des 18. Jahrhunderts. Die Orgel aus 1989 wurde von Walcker-Mayer in Guntramsdorf gebaut. Eine Glocke goss Andreas Klein aus Wien 1756.